# Казертана
ФК «Казертана» (итал. Casertana Football Club) — итальянский футбольный клуб из города Казерты. Выступает в Серии D, четвёртом дивизионе системы футбольных лиг Италии.
Цвета команды — красный и синий.

## История
Клуб был основан в 1908 году, одним из первых в Кампанье, и выступал под названием Robur Caserta. В 1928 году клуб был переменован в Unione Sportiva Casertana. В 2005 года федерация закрыла команду. Клуб дважды выходил в серию B, сезоны 1970/1971 1991/1992 годов.
В 2005 году клуб был переоснован как A.S. Caserta Calcio, позже клуб стал называться A.S. Casertana Calcio. В сезоне 2009/2010 годов в Серии D команда вернула себе своё традиционное название.
«Казертана» вернулась в профессиональный футбол в конце сезона 2012/2013, заняв четвёртое место в Серии D, таким образом выйдя в плей-офф, но в финале уступив «Виртусу Вероне». Однако клуб был принят в Lega Pro Seconda Divisione в качестве замены ряда команд, обанкротившихся к концу сезона. Весной 2021 года клуб был исключён из Серии C и принят в Серию D региональным административным судом Лацио.

## Достижения
Источник: Casertanafc.it
- Серия C
  - Чемпионы (1): 1969/1970
  - Призёры (2): 1967/1968, 1968/1969
- Серия C1
  - Чемпионы (1): 1990/1991
- Серия C2
  - Чемпионы (1): 1980/1981
- Серия D
  - Чемпионы (3): 1949/1950, 1962/1963, 1995/1996
  - Призёры (2): 1960/1961, 1977/1978
- Eccellenza Campania
  - Чемпионы (1): 2006/0007
- Promozione Campania
  - Чемпионы (1): 1953/1954
- Coppa Italia Dilettanti
  - Призёры (1): 2006/2007